# Ranunculus gmelinii
Ranunculus gmelinii är en ranunkelväxtart som beskrevs av Dc.. Ranunculus gmelinii ingår i släktet ranunkler, och familjen ranunkelväxter. Inga underarter finns listade i Catalogue of Life.

## Bildgalleri

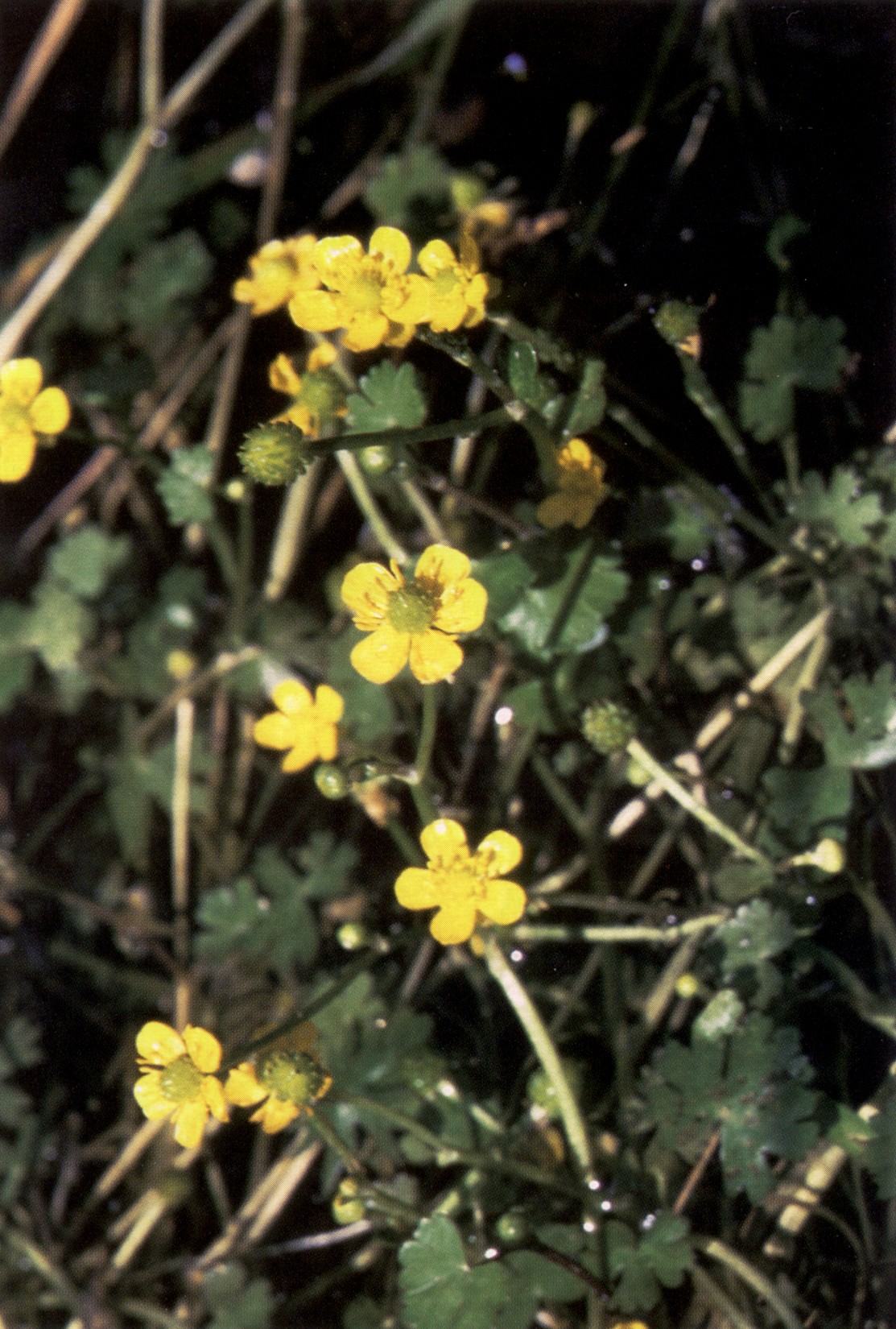